# Рейнольд Черуйот
Рейнольд Кіпкорір Черуйот (англ. Reynold Kipkorir Cheruiyot, нар. 30 липня 2004) — кенійський легкоатлет, який спеціалізується в бігу на середні дистанції.

## Спортивні досягнення

### Виступи
Фіналіст (8-е місце) у бігу на 1500 метрів на чемпіонаті світу (2023). 
Чемпіон світу серед юніорів у бігу на 1500 метрів (2022).
Срібний призер чемпіонату світу з кросу серед юніорів в особистому заліку (2023).
Чемпіон світу з кросу серед юніорів в командному заліку (2023).

### Рекорди
Рекордсмен світу серед юніорів з бігу на 1 милю — 3.48,06 (2023).
Володар вищого світового досягнення серед юніорів з бігу на 2000 метрів — 4.48,14 (2023).